# نهائي كأس ولي العهد السعودي 2012
نهائي كأس ولي العهد السعودي 2012 هي مباراة تحديد الفائز بكأس ولي العهد السعودي. اقيمت المباراة في ملعب الملك فهد الدولي بمدينة الرياض بتاريخ فبراير 2012 وقد فاز بالمبارة نادي الهلال بنتيجة هدفين مقابل هدف.